# Mercedes-Benz M200
La sigla M200 identifica un motore a scoppio prodotto dal 2013 al 2018 dalla Casa automobilistica tedesca Mercedes-Benz.

## Caratteristiche

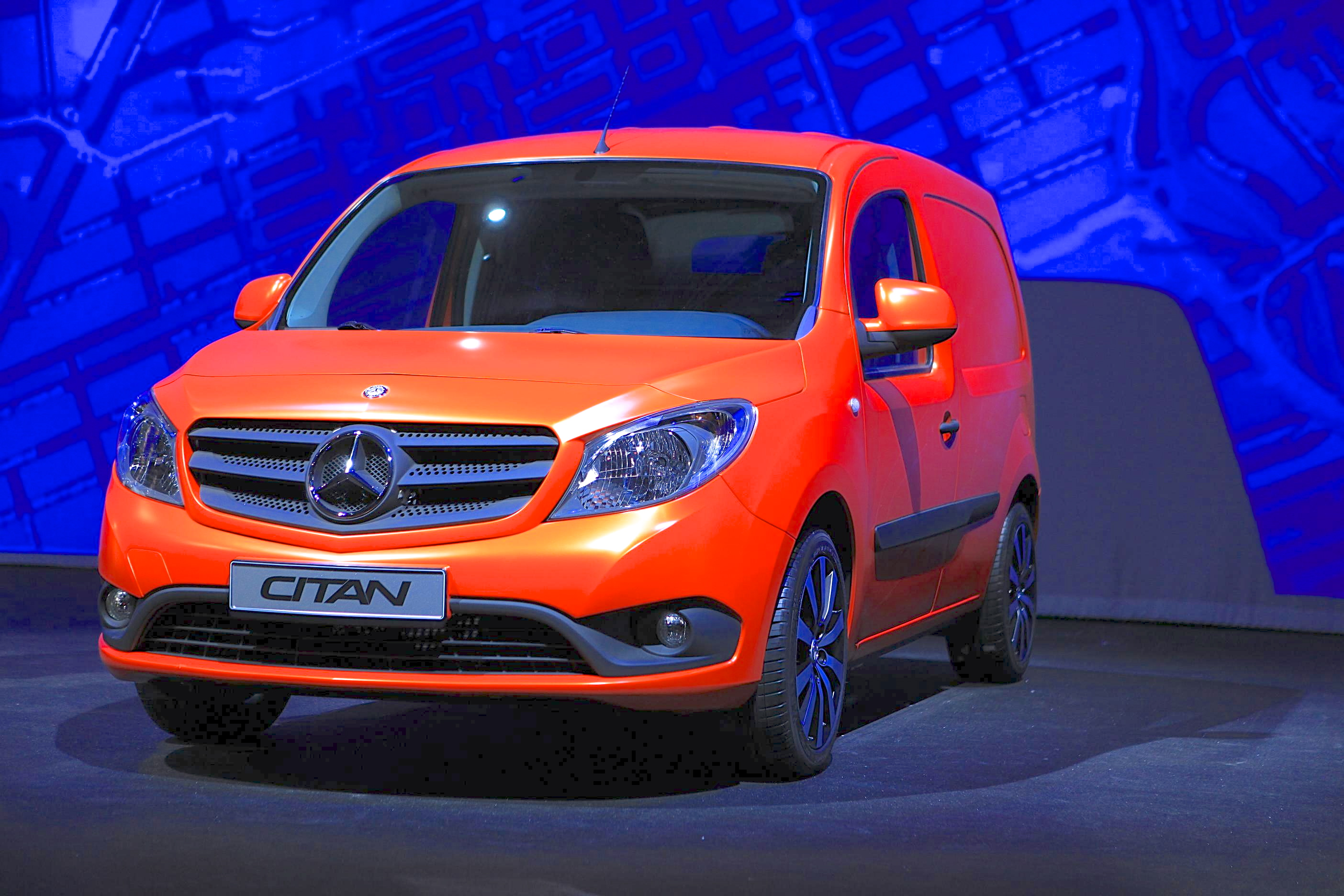
Il motore M200 ha debuttato sotto il cofano del Citan 112

Si tratta di un motore di piccola cilindrata con architettura a 4 cilindri in linea e caratterizzato da soluzioni moderne come l'alimentazione ad iniezione diretta e la sovralimentazione mediante turbocompressore che consente prestazioni tipiche di motori di cilindrata superiore. Di seguito vengono mostrate le caratteristiche di questo propulsore:
- architettura a 4 cilindri in linea;
- basamento e testata in lega di alluminio;
- alesaggio e corsa: 73.2x72 mm;
- cilindrata: 1192 cm³;
- testata a 4 valvole per cilindro;
- distribuzione a due assi a camme in testa;
- alimentazione ad iniezione diretta con iniettori a sei fori;
- sovralimentazione mediante turbocompressore a bassa inerzia;
- albero a gomiti su 5 supporti di banco;
- potenza massima: 114 CV a 4500 giri/min;
- coppia massima: 190 Nm tra 2000 e 4000 giri/min.

Questo motore ha avuto come unica applicazione il Mercedes-Benz Citan 112, in commercio dal giugno del 2013 all'agosto del 2018.